# Béatrice Lalinon Gbado

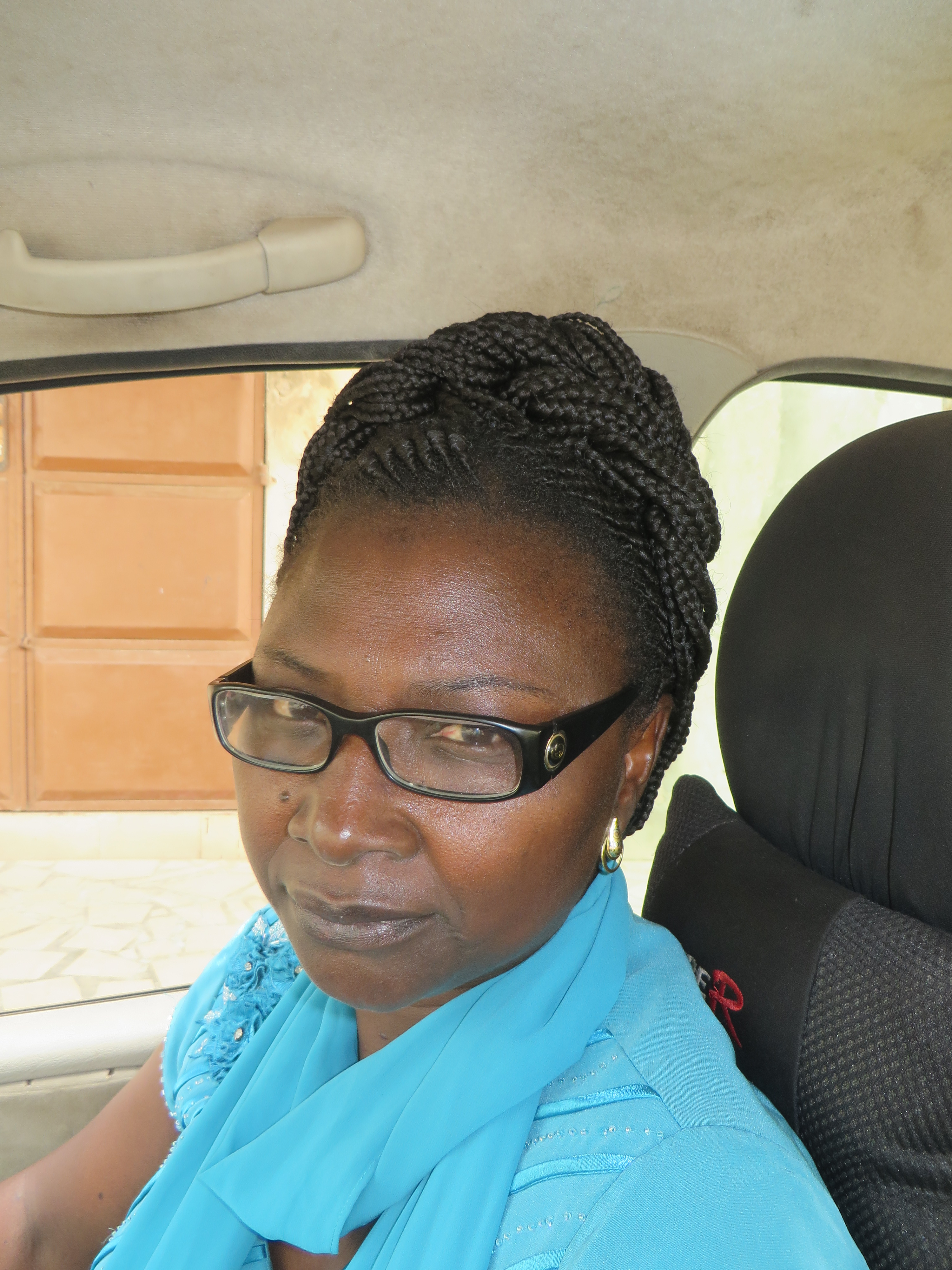
Béatrice Lalinon Gbado (2015)

Béatrice Lalinon Gbado (* 21. Juni 1962 in Kandi) ist eine beninische Autorin.

## Leben
Lalinon Gbado wurde in Kandi geboren, einer Stadt und Kommune einem zu Abomey gehörigen Dorf im Departement Alibori, und hat u. a. als Lehrerin für Mathematik und Physik gearbeitet. Über die Jahre hat sie über 30 Bücher für Kinder geschrieben, die vor allem im französischen Verlag EDICEF sowie in dem von ihr 1998 gegründeten Verlag Ruisseaux d’Afrique erschienen sind.

## Bibliographie (Auswahl)

### Monographien
- La longue histoire du pagne, Editions Mokandart, Brazzaville 2006, ISBN 978-99919-53-18-2
- Les aventures de Biki, EDICEF/Éd. du Flamboyant, Vanves/Cotonou 2000, ISBN 978-2-84129-731-3
- Kadi la petite fille, Éd. Eburnie, Abidjan 2007, ISBN 978-99919-63-24-2
- Le jardin des rues, Éditions Ruisseaux d’Afrique, Cotonou 2011, ISBN 978-99919-866-3-0
- Proverbes africains : morceaux choisis et commentés, Éditions Ruisseaux d’Afrique, Cotonou 2014, ISBN 978-99919-323-6-1

### Übersetzungen
- Beautiful Debo : a story from Benin, Africa Christian Press, Achimota 2001, ISBN 978-1-919876-13-9

## Auszeichnungen
- 2013: Prix Saint-Exupery[2]